# Manuel Maroja Neto
Manoel Maroja Neto (Vila do Pilar, hoje Pilar, 17 de julho de 1880 – Rio de Janeiro, 21 de fevereiro de 1964) foi um político brasileiro. Desembargador, formou-se em 1901.. Foi governador do Estado do Pará, de 6 de novembro de 1945 a 9 de fevereiro de 1946.